# 川西风毛菊
川西风毛菊（学名：Saussurea dzeurensis）为菊科风毛菊属的植物，为中国的特有植物。分布在中国大陆的青海、四川、甘肃等地，生长于海拔3,500米至4,000米的地区，常生于山坡草地，目前尚未由人工引种栽培。